# Hertta Kuusinen
Hertta Elina Kuusinen (14. februar 1904 i Luhanka – 18. marts 1974 i Moskva) var en finsk, kommunistisk politiker. Hun sad i Finlands rigsdag fra 1945 til 1972 og var en periode kommunisternes parlamentariske leder.
Hertta Kuusinen var datter af kommunistlederen Otto Ville Kuusinen. Efter den finske borgerkrig flygtede faderen i 1918 til Sovjet-Rusland, og i 1922 flyttede datteren til faren i Moskva. Hun havde et nært forhold til sin far, men måtte senere distancere sig fra ham på grund af hans lederskab i Terijoki-regeringen. I 1926 begyndte hun at arbejde for Komintern, og  fra 1932 til 1934 fik hun hemmelige opdrag i Tyskland.
I 1930 blev Kuusinen medlem af Finlands Kommunistiske Parti. Hun vendte i 1934 i hemmelighed tilbage til Finland, hvor hun blev arresteret og dømt til fire år og otte måneders fængsel for forberedelser til højforræderi. Hun slap ud i maj 1939, men gik senere samme år i dækning efter det sovjetiske angreb på Finland. Før Fortsættelseskrigen i 1941 blev hun interneret og sad fængslet til september 1944, da Finland indgik våbenstilstandsaftale med Sovjetunionen. 
Efter krigen blev forbuddet mod kommunistpartiet ophævet, og Kuusinen blev redaktør for partiavisen Vapaa Sana. Hun var medlem af centralkomitéen fra 1944 til 1974, generalsekretær fra 1952 til 1958 og viceformand fra 1958 til 1970. Kuusinen var medstifter af det kommunistdominerede Det demokratiske forbund for Finlands folk (DFFF), som stillede til valg. 
Ved valget i marts 1945 blev hun første gang indvalgt i rigsdagen. Hun sad som rigsdagsmedlem til 1972 og var parlamentarisk leder for DFFF fra 1945 til 1966. I 1948 var hun nogle måneder minister uden portefølje i Mauno Pekkalas regering.
Kuusinen giftede sig med kommunistlederen Tuure Lehén i 1922, men blev skilt i 1933. I 1945 giftede hun sig med Yrjö Leino, medgrundlæggeren af DFFF. Parret blev skilt fem år senere.